# جهاد دفاعی
جهاد به صورت کلی به دو نوع جهاد دفاعی و جهاد ابتدایی تقسیم می‌گردد. جهاد دفاعی، جنگ و مبارزه‌ای است که در صورت تجاوز دشمنی به حریم مسلمین واجب و لازم می‌گردد و آیات متعدد قرآن به آن دستور دارد. جهاد ابتدایی، جهادی است که مسلمانان ابتداءاً به جنگ وارد می‌شوند، بدون اینکه طرف مقابل ابتدا جنگ را آغاز کرده باشد. بر خلاف فقهای سیاسی یا جهادگرا همچون روح الله خمینی , علی‌خامنه‌ای و اصولاً اندیشه فقهی حکومت ایران و فقهای مایل به اسلام‌گرایی انقلابی، فقهای سنتی و غیر ایدئولوژیک جهاد ابتدایی را تنها در زمان پیامبر یا امام معصوم ممکن می‌دانند و انجام آن را بدون اجازه معصوم خطا می‌دانند. برخی اندیشمندان اسلامی مثل سیدمصطفی محقق داماد جهاد را در اسلام حتی در زمان امام معصوم تنها محدود به جهاد دفاعی می‌دانند.
محقق خوئی با اینکه مسئله‌ی ولایت فقیه را از نظر علمی قبول ندارند، اما یک فتوای منحصری دارند که می‌فرمایند: جهاد ابتدایی نه تنها در اسلام مشروع و واجب است و نیازی به اذن معصوم ندارد، حتّی بالاتر، نیازی به اذن فقیه نیز ندارد، یعنی اگر در یک زمانی، عموم مؤمنین دیدند، شرایط جهاد ابتدایی هست، باید انجام بدهند.